# Cajus Novi
Cajus Theophilus Novi, født Petersen (6. marts 1878 i København – 16. september 1965) var en dansk arkitekt, kunstformidler og maler. Han var søn af arkitekten, professor Vilhelm Petersen og beslægtet med Knud Arne Petersen.

## Baggrund og uddannelse
Cajus Novi var søn af arkitekt Vilhelm Petersen og hustru Louise Henriette født Lindegaard. Han tog navneforandring fra Petersen til det italienskklingende Novi den 21. februar 1899. 
Novi dimitterede fra Det tekniske Selskabs Skole 1898, hvorefter han blev optaget på Kunstakademiets Arkitektskole i november 1898. Han tog afgang som arkitekt i april 1904. I 1911 vandt han akademiets lille guldmedalje for En monumental bygning for en international voldgiftsdomstol (et fredspalads). Han blev yderligere uddannet hos faderen, hos Ludvig Fenger samt hos departementsarkitekt Jules Montford i Nantes, hvor han opholdt sig i sommeren 1901.
Samtidig lærte Novi akvarelmaleri hos C.M. Soya-Jensen og Otto Bache og af Ernest W. Haslehurst i England. Han lærte raderteknik af Edvard Petersen og Magnus Petersen, der var hans farbroder.

## Virke
Novi har malet akvareller og udført raderinger, bl.a. to raderinger af Constantia på Strandvejen (udsendt 1927, Øregaard Museum). Hans kunst er holdt i en naturalistisk stil med motiver hentet fra det gamle København, Helsingør, Amsterdam og Venedig. 
Novi var berejst i det meste af Europa og havde særligt forbindelse til kredse i Frankrig og England. Han blev således gift 26. maj 1914 i København med Gertrude Hardy, født på Colwick Hall, Nottinghamshire, England, datter af godsejer John Hardy og Hannah Smith. Sin største rolle i dansk kulturliv havde han som kunstformidler. Inden for arkitekturen, som han kun dyrkede sparsomt, var han tydeligt præget af engelsk Arts and Crafts-kultur og dansk nationalromantik.
Novi var sekretær i Comité Permanent des Congrés internationaux des Architectes 1909-31, sekretær i Akademisk Arkitektforening 1909-13, Akademisk Arkitektforenings delegerede ved den internationale arkitektkongres i Rom 1911, medlem af Kunstnersamfundets arkitektsektion arkitekt for den franske legation fra 1909, medlem af bestyrelsen for Kunstnerforeningen af 18. november fra 1934 og Industriforeningens arkitekt 1917-26.

## Værker
- Havnebygning (Havneslottet), Stege (1909, nedrevet 1965)
- Ombygning af Industriforeningen, Vesterbrogade (1922-24, sammen med Knud Arne Petersen)
- Eget hus, Vingårds Allé 34, Hellerup (1924)
- Villa for maleren, frk. Tonio Whaite, Heilsmindevej 5, Charlottenlund (1927, stærkt ombygget)[1]
- Ombygning af atelierejendommen, Lemchesvej 6, Hellerup (1945-47)

### Ansvarlig for udstillinger
- Den hollandske udstilling i København (1922, sammen med arkitekterne Koning og Tjeenk)
- Den fransk-danske udstilling i København, 1932.

### Udstillinger af egne malerier
- Charlottenborg Forårsudstilling 1911 og 1916 (med 2 værker)
- Kunstnerforeningen af 18. november-udstillingen 1921, 1923-24, 1926-27, 1930 og 1932-42
- Septemberudstillingen 1932 og 1934
- har desuden bl.a. udstillet i Washington 1909 og i London 1921

### Projekter
- Gravmonument til professor Otto Jensen (1916)
- Ombygning af Amaliegade 27 B til fransk gesandtskabspalæ
- En gesandtskabsbygning for den amerikanske legation
- Mindesmærke for H.C. Andersen (1937, sammen med billedhugger Niels Hansen)